# Rivière Hamelin
Pour les articles homonymes, voir Hamelin.
La rivière Hamelin est un affluent de la rive sud de la rivière Arnaud, laquelle se déverse sur le littoral ouest de la baie d'Ungava. La rivière Hamelin coule sur le plateau de l'Ungava, dans la toundra arctique, dans le territoire non organisé de Rivière-Koksoak, de la région du Nunavik, dans la région administrative du Nord-du-Québec, au Québec, au Canada.
Le territoire de la rivière est administré par l’Administration régionale Kativik. Ce territoire se situe dans la province naturelle de la péninsule d'Ungava.

## Géographie
Les bassins versants voisins de la rivière Hamelin sont :
- côté nord : rivière Arnaud
- côté est : rivière Brochant, rivière Lefroy, rivière Saint-Fond, baie d'Ungava ;
- côté sud : lac Tasialujjuaq, lac Faribault
- côté ouest : rivière Arnaud

Longue d'une trentaine de kilomètres, la rivière Hamelin prend ses eaux au lac Tasialujjuaq. Son cours est encaissé entre des chaines de collines et entrecoupée de rapides.
La rivière Hamelin se déverse sur la rive sud de la rivière Arnaud, à environ 100 km à l'ouest du village nordique de Kangirsuk. Son embouchure est situé à mi-chemin entre l'embouchure de la rivière Vachon et celle de la rivière Lepellé.

## Toponymie
L'hydronyme rivière Hamelin a été officialisé en 1962 à la Commission de géographie du Québec, en remplacement de Pelletier, d'origine inconnue. Ce changement est survenu dans le cadre du nommage ou renommage de plusieurs plans d'eau ou cours d'eau nordiques significativement importants. Ce toponyme évoque l'œuvre de vie de Jean-François Hamelin, arpenteur dont le greffe, conservé à Québec, contient des pièces datées de 1750 à 1776. Par ailleurs, les Inuits désignent la rivière "Qalasiup Kuunga", signifiant la rivière du nombril, en se référant à la pointe Qalasiq située à son embouchure. Ils l'a désignent aussi "Tasilujjuap Kuunga", la rivière de Tasialujjuaq.
Le toponyme rivière Hamelin a été officialisé le 5 décembre 1968 à la Commission de toponymie du Québec.